# Antonio David Jiménez
Antonio David Jiménez Pentinel (* 18. Februar 1977 in Sevilla) ist ein  spanischer Hindernisläufer.
1999 wurde er Dritter im 3000-Meter-Hindernislauf bei den U23-Europameisterschaften. Bei den Weltmeisterschaften 2001 in Edmonton wurde er Sechster, diese Platzierung konnte er vier Jahre später bei den Weltmeisterschaften 2005 in Helsinki wiederholen. Im Finale der Olympischen Spiele 2004 in Athen belegte er Platz 14.
Während Jiménez angesichts der kenianischen Überlegenheit bei weltweiten Meisterschaften keine Medaille gewinnen konnte, war er in dem eher langsamen und von der Taktik geprägten Finale der Europameisterschaften 2002 in München nicht zu schlagen. Er gewann in 8:24,34 min vor dem Niederländer Simon Vroemen in 8:24,45 min.
In der Halle über 3000 Meter hatte er bereits zuvor die Silbermedaille bei den Halleneuropameisterschaften 2002 in Wien hinter seinem Landsmann Alberto García gewonnen.
Im März 2014 nahm die spanische Polizei nach Ermittlungen gegen einen Dopingring 13 Personen fest, unter ihnen auch Jiménez. In seiner Wohnung wurden verschiedene Dopingsubstanzen gefunden. Er wurde für drei Jahre gesperrt.
Antonio David Jiménez ist 1,78 m groß und wiegt 63 kg.

## Persönliche Bestzeiten
- 1500 m: 3:43,23 min, 14. Juli 2002, Almería
- 3000 m: 7:50,30 min, 5. September 2000, Andújar
  - Halle: 7:46,49 min, 2. März 2002, Wien
- 3000 m Hindernis: 8:11,52 min, 8. Juni 2001, Sevilla